# باشگاه فوتبال آلفا یونایتد
باشگاه فوتبال آلفا یونایتد یک باشگاه فوتبال گویانی است که در پروویدنس واقع شده است. این باشگاه در لیگ نخبگان گویان شرکت می‌کند. آنها قهرمان لیگ در فصل‌های ۱۰–۲۰۰۹، ۲۰۱۰، ۲۰۱۲، ۱۳–۲۰۱۲ و ۱۴–۲۰۱۳ بودند.
در سال ۲۰۱۱، آلفا یونایتد به عنوان اولین باشگاه فوتبال گویانی که واجد شرایط لیگ قهرمانان کونکاکاف، برترین مسابقات باشگاهی قاره آمریکای شمالی است، شناخته شد. آلفا یونایتد با به پایان رساندن مقام سوم در مسابقات شبه قاره‌ای، جام باشگاه‌های کارائیب، به لیگ قهرمانان کونکاکاف راه یافت.
آنها در جام باشگاه‌های کارائیب ۲۰۱۱ سوم شدند و برای دور مقدماتی لیگ قهرمانان کونکاکاف ۱۲–۲۰۱۱ واجد شرایط شدند و اولین باشگاهی از گویان شدند که در لیگ قهرمانان کونکاکاف بازی می‌کند. در پلی آف برای مقام سوم، آلفا یونایتد با شکست دادن دیفنس فورس ترینیداد و توباگو در ضربات پنالتی (۴–۳) تیم سوم مسابقات شد و جواز حضور در لیگ قهرمانان را بدست آورد.
در لیگ قهرمانان کونکاکاف، آلفا یونایتد به کاستاریکا سفر کرد تا به مصاف هردیانو برود. در اولین بازی خود در لیگ قهرمانان، تیم با نتیجه ۸–۰ شکست خورد و تنها دو شوت به سمت دروازه داشت. تیم در بازی دوم عملکرد بهتری داشت و پس از عقب افتادن با نتیجه ۲–۰ به تساوی ۲–۲ رسید در مجموع با نتیجه ۱۰–۲ از مسابقات حذف شد.